# Argumentum ad consequentiam
Argumentum ad consequentiam (łac. „argument odwołujący się do następstw”) – pozamerytoryczny sposób argumentowania przeciw proponowanemu twierdzeniu poprzez wskazanie, iż jego następstwa logiczne lub przyczynowo-skutkowe są z jakichś powodów nie do przyjęcia i z tego względu twierdzenie to należy odrzuciċ. 

## Przykład
- X musi byċ prawdą (fałszem), bo tak bardzo podobają mi się (nie podobają mi się) wnioski wypływające z X!